# الريشة الطائرة في الألعاب الأولمبية الصيفية 2012 – الزوجي للسيدات
بطولة زوجي الريشة الطائرة للسيدات في دورة الألعاب الأولمبية الصيفية 2012 في لندن أقيمت في الفترة من 28 يوليو إلى 4 أغسطس 2012 في صالة ويمبلي.
أُجريت قرعة البطولة في 23 يوليو 2012. شاركت 32 لاعبة من 14 دولة في البطولة.
اشتعل الجدل خلال مرحلة المجموعات حين استبعد الاتحاد العالمي للريشة الطائرة ثماني لاعبات (زوجان من كوريا الجنوبية وزوج من الصين وزوج من إندونيسيا ‏) من البطولة بعد إثبات تورطهن في "عدم بذل الجهود القصوى" و"التصرف بطريقة مسيئة أو ضارة للرياضة" عن طريق اللعب بهدف الخسارة للتلاعب بقرعة مرحلة خروج المغلوب. في إحدى المباريات، ارتكب كلا الفريقين سلسلة من الأخطاء الأساسية، وفي مباراة أخرى كانت أطول شوط تحتوي على أربع ضربات فقط.

## تنسيق البطولة
بدأت البطولة بمرحلة المجموعات بنظام دوري روبن تلتها مرحلة خروج المغلوب.

## البذور
1. وانغ شياولي  [لغات أخرى]‏ / يو يانغ (الصين) (مرحلة المجموعات، استُبعدت)
2. تيان تشينغ  [لغات أخرى]‏ / تشاو يونلي  [لغات أخرى]‏ (الصين) (حاصلات على الميدالية الذهبية)
3. ها جونغ-إيون  [لغات أخرى]‏ / كيم مين جونغ (كوريا الجنوبية) (مرحلة المجموعات، استُبعدت)
4. ميزوكي فوجي  [لغات أخرى]‏ / ريكا كاكياوا  [لغات أخرى]‏ (اليابان) (حاصلات على الميدالية الفضية)

## النتائج

### مرحلة المجموعات

#### المجموعة أ
| الفريق                                        | Pld | W | L | SW | SL | Pts |
| --------------------------------------------- | --- | - | - | -- | -- | --- |
| جونغ كيونغ-إيون ‏ / كيم ها-نا (كوريا الجنوبية) | 3   | 3 | 0 | 6  | 0  | DQ  |
| وانغ شياولي ‏ / يو يانغ (الصين)                | 3   | 2 | 1 | 4  | 2  | DQ  |
| فاليريا سوروكينا ‏ / نينا فيسلوفا ‏ (روسيا)     | 3   | 1 | 2 | 2  | 4  | 1   |
| ألكسندرا بروس / ميشيل لي (كندا)               | 3   | 0 | 3 | 0  | 6  | 0   |

| الفريق 1                                      | النتيجة         | الفريق 2                                      |
| 28 يوليو، 19:05                               | 28 يوليو، 19:05 | 28 يوليو، 19:05                               |
| --------------------------------------------- | --------------- | --------------------------------------------- |
| وانغ شياولي ‏ / يو يانغ (الصين)                | 21–11 21–7      | ألكسندرا بروس / ميشيل لي (كندا)               |
| 29 يوليو، 09:40                               |                 |                                               |
| جونغ كيونغ-إيون ‏ / كيم ها-نا (كوريا الجنوبية) | 21–5 21–11      | ألكسندرا بروس / ميشيل لي (كندا)               |
| 29 يوليو، 18:30                               |                 |                                               |
| وانغ شياولي ‏ / يو يانغ (الصين)                | 21–6 21–9       | فاليريا سوروكينا ‏ / نينا فيسلوفا ‏ (روسيا)     |
| 30 يوليو، 09:40                               |                 |                                               |
| جونغ كيونغ-إيون ‏ / كيم ها-نا (كوريا الجنوبية) | 23–21 21–18     | فاليريا سوروكينا ‏ / نينا فيسلوفا ‏ (روسيا)     |
| 31 يوليو، 08:30                               |                 |                                               |
| فاليريا سوروكينا ‏ / نينا فيسلوفا ‏ (روسيا)     | 21–8 21–10      | ألكسندرا بروس / ميشيل لي (كندا)               |
| 31 يوليو، 19:07                               |                 |                                               |
| وانغ شياولي ‏ / يو يانغ (الصين)                | 14–21 11–21     | جونغ كيونغ-إيون ‏ / كيم ها-نا (كوريا الجنوبية) |

#### المجموعة ب
| الفريق                                           | Pld | W | L | SW | SL | Pts |
| ------------------------------------------------ | --- | - | - | -- | -- | --- |
| تشنغ وين-هسينغ ‏ / تشيين يو-تشن ‏ (تايبيه الصينية) | 3   | 2 | 1 | 5  | 3  | 2   |
| ميزوكي فوجي ‏ / ريكا كاكياوا ‏ (اليابان)           | 3   | 2 | 1 | 4  | 3  | 2   |
| جوالا جوتا ‏ / أشويني بونابا ‏ (الهند)             | 3   | 2 | 1 | 4  | 3  | 2   |
| شينتا موليا ساري ‏ / ياو لي (سنغافورة)            | 3   | 0 | 3 | 2  | 6  | 0   |

| الفريق 1                                         | النتيجة           | الفريق 2                                         |
| 28 يوليو، 15:20                                  | 28 يوليو، 15:20   | 28 يوليو، 15:20                                  |
| ------------------------------------------------ | ----------------- | ------------------------------------------------ |
| ميزوكي فوجي ‏ / ريكا كاكياوا ‏ (اليابان)           | 21–16 21–18       | جوالا جوتا ‏ / أشويني بونابا ‏ (الهند)             |
| 28 يوليو، 20:15                                  |                   |                                                  |
| تشنغ وين-هسينغ ‏ / تشيين يو-تشن ‏ (تايبيه الصينية) | 18–21 –15 21–15   | شينتا موليا ساري ‏ / ياو لي (سنغافورة)            |
| 29 يوليو، 14:17                                  |                   |                                                  |
| ميزوكي فوجي ‏ / ريكا كاكياوا ‏ (اليابان)           | 16–21 –10 21–19   | شينتا موليا ساري ‏ / ياو لي (سنغافورة)            |
| 30 يوليو، 19:05                                  |                   |                                                  |
| تشنغ وين-هسينغ ‏ / تشيين يو-تشن ‏ (تايبيه الصينية) | 23–25 21–16 18–21 | جوالا جوتا ‏ / أشويني بونابا ‏ (الهند)             |
| 31 يوليو، 13:09                                  |                   |                                                  |
| ميزوكي فوجي ‏ / ريكا كاكياوا ‏ (اليابان)           | 19–21 11–21       | تشنغ وين-هسينغ ‏ / تشيين يو-تشن ‏ (تايبيه الصينية) |
| 31 يوليو، 18:30                                  |                   |                                                  |
| شينتا موليا ساري ‏ / ياو لي (سنغافورة)            | 16–21 15–21       | جوالا جوتا ‏ / أشويني بونابا ‏ (الهند)             |

#### المجموعة ج
| الفريق                                             | Pld | W | L | SW | SL | Pts |
| -------------------------------------------------- | --- | - | - | -- | -- | --- |
| ها جونغ-إيون ‏ / كيم مين جونغ (كوريا الجنوبية)      | 3   | 3 | 0 | 6  | 1  | DQ  |
| ميلانيانا جاوهاري ‏ / جريسيا بولي (إندونيسيا)       | 3   | 2 | 1 | 5  | 3  | DQ  |
| ليان تشو / رينوغا فييران ‏ (أستراليا)               | 3   | 1 | 2 | 3  | 4  | 1   |
| ميشيل كلير إدواردز / آناري فيلجوان ‏ (جنوب إفريقيا) | 3   | 0 | 3 | 0  | 6  | 0   |

| الفريق 1                                      | النتيجة           | الفريق 2                                           |
| 28 يوليو، 14:17                               | 28 يوليو، 14:17   | 28 يوليو، 14:17                                    |
| --------------------------------------------- | ----------------- | -------------------------------------------------- |
| ها جونغ-إيون ‏ / كيم مين جونغ (كوريا الجنوبية) | 21–8 21–7         | ميشيل كلير إدواردز / آناري فيلجوان ‏ (جنوب إفريقيا) |
| 28 يوليو، 19:42                               |                   |                                                    |
| ميلانيانا جاوهاري ‏ / جريسيا بولي (إندونيسيا)  | 21–13 20–22 21–11 | ليان تشو / رينوغا فييران ‏ (أستراليا)               |
| 29 يوليو، 20:52                               |                   |                                                    |
| ليان تشو / رينوغا فييران ‏ (أستراليا)          | 21–9 21–7         | ميشيل كلير إدواردز / آناري فيلجوان ‏ (جنوب إفريقيا) |
| 30 يوليو، 15:20                               |                   |                                                    |
| ميلانيانا جاوهاري ‏ / جريسيا بولي (إندونيسيا)  | 21–18 21–10       | ميشيل كلير إدواردز / آناري فيلجوان ‏ (جنوب إفريقيا) |
| 30 يوليو، 19:09                               |                   |                                                    |
| ها جونغ-إيون ‏ / كيم مين جونغ (كوريا الجنوبية) | 21–7 21–19        | ليان تشو / رينوغا فييران ‏ (أستراليا)               |
| 31 يوليو، 20:19                               |                   |                                                    |
| ها جونغ-إيون ‏ / كيم مين جونغ (كوريا الجنوبية) | 18–21 –14 21–12   | ميلانيانا جاوهاري ‏ / جريسيا بولي (إندونيسيا)       |

#### المجموعة د
| الفريق                                          | Pld | W | L | SW | SL | Pts |
| ----------------------------------------------- | --- | - | - | -- | -- | --- |
| كريستينا بيدرسن / كامييلا ريتير يوله (الدنمارك) | 3   | 2 | 1 | 5  | 3  | 2   |
| تيان تشينغ ‏ / تشاو يونلي ‏ (الصين)               | 3   | 2 | 1 | 4  | 2  | 2   |
| مييوكي مايدا / ساتوكو سويتسونا ‏ (اليابان)       | 3   | 2 | 1 | 4  | 3  | 2   |
| بون لوك يان ‏ / تسي ينغ سويت ‏ (هونغ كونغ)        | 3   | 0 | 3 | 1  | 6  | 0   |

| الفريق 1                                        | النتيجة           | الفريق 2                                        |
| 28 يوليو، 09:07                                 | 28 يوليو، 09:07   | 28 يوليو، 09:07                                 |
| ----------------------------------------------- | ----------------- | ----------------------------------------------- |
| كريستينا بيدرسن / كامييلا ريتير يوله (الدنمارك) | 21–18 14–21 17–21 | مييوكي مايدا / ساتوكو سويتسونا ‏ (اليابان)       |
| 28 يوليو، 09:44                                 |                   |                                                 |
| تيان تشينغ ‏ / تشاو يونلي ‏ (الصين)               | 21–11 21–12       | بون لوك يان ‏ / تسي ينغ سويت ‏ (هونغ كونغ)        |
| 29 يوليو، 09:44                                 |                   |                                                 |
| كريستينا بيدرسن / كامييلا ريتير يوله (الدنمارك) | 21–13 14–21 –18   | بون لوك يان ‏ / تسي ينغ سويت ‏ (هونغ كونغ)        |
| 30 يوليو، 09:44                                 |                   |                                                 |
| تيان تشينغ ‏ / تشاو يونلي ‏ (الصين)               | 21–16 21–17       | مييوكي مايدا / ساتوكو سويتسونا ‏ (اليابان)       |
| 31 يوليو، 09:40                                 |                   |                                                 |
| تيان تشينغ ‏ / تشاو يونلي ‏ (الصين)               | 20–22 12–21       | كريستينا بيدرسن / كامييلا ريتير يوله (الدنمارك) |
| 31 يوليو، 14:15                                 |                   |                                                 |
| مييوكي مايدا / ساتوكو سويتسونا ‏ (اليابان)       | 21–15 21–19       | بون لوك يان ‏ / تسي ينغ سويت ‏ (هونغ كونغ)        |

### الأدوار النهائية
|  | ربع النهائي | ربع النهائي                                                       | ربع النهائي                                      |                                                                   |                                                   | نصف النهائي | نصف النهائي | نصف النهائي |  |  | النهائي | النهائي                                   | النهائي |
|  |             |                                                                   |                                                  |                                                                   |                                                   |             |             |             |  |  |         |                                           |         |
|  | A1          | فاليريا سوروكينا ‏ (روسيا) · نينا فيسلوفا ‏ (روسيا)                 |                                                  |                                                                   |                                                   |             |             |             |  |  |         |                                           |         |
|  | C2          | ميشيل كلير إدواردز (جنوب إفريقيا) · آناري فيلجوان ‏ (جنوب إفريقيا) |                                                  |                                                                   |                                                   |             |             |             |  |  |         |                                           |         |
|  | C2          | ميشيل كلير إدواردز (جنوب إفريقيا) · آناري فيلجوان ‏ (جنوب إفريقيا) |                                                  | A1                                                                | فاليريا سوروكينا ‏ (روسيا) · نينا فيسلوفا ‏ (روسيا) |             |             |             |  |  |         |                                           |         |
|  |             |                                                                   |                                                  | A1                                                                | فاليريا سوروكينا ‏ (روسيا) · نينا فيسلوفا ‏ (روسيا) |             |             |             |  |  |         |                                           |         |
|  |             | D2                                                                | تيان تشينغ ‏ (الصين) · تشاو يونلي ‏ (الصين)        |                                                                   |                                                   |             |             |             |  |  |         |                                           |         |
|  | B1          | D2                                                                | تيان تشينغ ‏ (الصين) · تشاو يونلي ‏ (الصين)        | تشنغ وين-هسينغ ‏ (تايبيه الصينية) · تشيين يو-تشن ‏ (تايبيه الصينية) |                                                   |             |             |             |  |  |         |                                           |         |
|  | B1          |                                                                   |                                                  | تشنغ وين-هسينغ ‏ (تايبيه الصينية) · تشيين يو-تشن ‏ (تايبيه الصينية) |                                                   |             |             |             |  |  |         |                                           |         |
|  | D2          | تيان تشينغ ‏ (الصين) · تشاو يونلي ‏ (الصين)                         |                                                  |                                                                   |                                                   |             |             |             |  |  |         |                                           |         |
|  |             |                                                                   |                                                  |                                                                   |                                                   |             |             |             |  |  | D2      | تيان تشينغ ‏ (الصين) · تشاو يونلي ‏ (الصين) |         |
|  |             |                                                                   | B2                                               | ميزوكي فوجي ‏ (اليابان) · ريكا كاكياوا ‏ (اليابان)                  |                                                   |             |             |             |  |  |         |                                           |         |
|  | A2          | ألكسندرا بروس (كندا) · ميشيل لي (كندا)                            |                                                  |                                                                   |                                                   |             |             |             |  |  |         |                                           |         |
|  | C1          | ليان تشو (أستراليا) · رينوغا فييران ‏ (أستراليا)                   |                                                  |                                                                   |                                                   |             |             |             |  |  |         |                                           |         |
|  | C1          | ليان تشو (أستراليا) · رينوغا فييران ‏ (أستراليا)                   |                                                  | A2                                                                | ألكسندرا بروس (كندا) · ميشيل لي (كندا)            |             |             |             |  |  |         |                                           |         |
|  |             |                                                                   |                                                  | A2                                                                | ألكسندرا بروس (كندا) · ميشيل لي (كندا)            |             |             |             |  |  |         |                                           |         |
|  |             | B2                                                                | ميزوكي فوجي ‏ (اليابان) · ريكا كاكياوا ‏ (اليابان) |                                                                   |                                                   |             |             |             |  |  |         |                                           |         |
|  | B2          | B2                                                                | ميزوكي فوجي ‏ (اليابان) · ريكا كاكياوا ‏ (اليابان) | ميزوكي فوجي ‏ (اليابان) · ريكا كاكياوا ‏ (اليابان)                  |                                                   |             |             |             |  |  |         |                                           |         |
|  | B2          |                                                                   |                                                  | ميزوكي فوجي ‏ (اليابان) · ريكا كاكياوا ‏ (اليابان)                  |                                                   |             |             |             |  |  |         |                                           |         |
|  | D1          | كريستينا بيدرسن (الدنمارك) · كامييلا ريتير يوله (الدنمارك)        |                                                  |                                                                   |                                                   |             |             |             |  |  |         |                                           |         |

## استبعادات مرحلة المجموعات
أُجري مراجعة لمباراتين في منافسات زوجي السيدات في البادمنتون بتاريخ 31 يوليو بعد ظهور أن اللاعبات، بعد تأهلهن بالفعل لمرحلة خروج المغلوب، كن يحاولن التلاعب بنتيجة مبارياتهن في دور المجموعات بهدف الحصول على قرعة أكثر ملاءمة لمرحلة خروج المغلوب.
كانت المباريات المعنية بين زوجي وانغ شياولي ‏ / يو يانغ من الصين وزوجي جونغ كيونغ-إيون ‏ / كيم ها-نا في المجموعة أ، وبين زوجي ها جونغ-إيون ‏ / كيم مين جونغ من كوريا ضد زوجي ميلانيانا جاوهاري ‏ / جريسيا بولي من إندونيسيا. بعد أن بدأت الأخطاء تظهر خلال اللقطات الروتينية في كلا المباراتين، بما في ذلك ضربات تذهب بعيدًا وخدمات تصطدم بالشبكة، تفاعل الجمهور بغضب, وشهدت المباراة الأولى بين يو يانغ ووانغ شياولي ‏ من الصين وجونغ كيونغ-إيون ‏ وكيم ها-نا من كوريا عدم وجود شوط أطول من أربع ضربات.
وادعى مدرب كوري أنهن قد استلهمن من الصين لتجنب مواجهة فريق كوري آخر في مرحلة خروج المغلوب قبل النهائي، وقال المدرب الكوري الرئيسي سونغ هان-كوك "لأنهن لا يرغبن في مواجهة فريق كوريا مرة أخرى في نصف النهائي، فعلنا الشيء نفسه. لم نرغب في مواجهة الفريق الكوري مجددًا".
في المباراة الثانية، أصدر الحكم الابتدائي بطاقة سوداء لاستبعاد اللاعبات، ولكن بعد أن هرع مدربوهن ومسؤولوهن إلى الملعب للتنديد، تم التراجع عن القرار. واستمرت المباراة مع مراقبة الحكم، وقد انتهت المباراة السابقة وهذه المباراة اللاحقة بانتهائها، مما أكمل قرعة ربع النهائي (حيث كانت المجموعتان ب ود قد انتهتا في وقت سابق من اليوم).
وقال المندوب الفني بايسان رانسيكيتفو بعد مباراة المجموعة أ: "إذا كان ما يُقال صحيحًا، فهذا مؤسف ولا يعجبني. ولن أقبل بأي شيء لا يعجبني. هذا ليس في الروح الرياضية الجيدة... أعتذر للجمهور، وأعتذر للجميع، وأنا لست راضيًا."
في 1 أغسطس 2012، وبعد مراجعة قام بها الاتحاد العالمي للبادمنتون، ثبتت مذنبة اللاعبات بعبارتي "عدم بذل الجهود القصوى" و"التصرف بطريقة مسيئة أو ضارة للرياضة" وتم استبعادهُن من البطولة. ثم استمرت مباريات ربع النهائي مع استبدال الفرق المستبعدة بفرق أخرى من مجموعاتها.
وقد أثار القرار جدلاً واسعاً؛ حيث جادل البعض بأنه على الرغم من أن الفرق لم تكن تبذل أقصى جهدها للفوز بالمباراة الجارية، إلا أنهن كن في الواقع يبذلن جهدهن للفوز بالبطولة، وأن حفظ الموارد في المباريات الأولى هو ممارسة شائعة في كل الرياضات التنافسية.
ولمنع تكرار هذه الأحداث، تم تغيير تنسيق البطولة في دورة الألعاب الأولمبية 2016؛ حيث تم وضع جميع الأزواج التي أنهت في المركز الثاني في مجموعاتها في قرعة منفصلة لتحديد من سيتواجهون في ربع النهائي، بينما احتفظ الزوج الأول في كل مجموعة بموقع ثابت يتوافق مع البذرة المحددة في مرحلة خروج المغلوب.

## روابط خارجية
- الموقع الرسمي لبطولة زوجي السيدات نسخة محفوظة 9 December 2012 at Archive.is
- كيف جعلت أولمبياد البادمنتون خسارة المباريات استراتيجية رابحة (Wired)